# Природо-математическа гимназия „Яне Сандански“
Природо-математическата гимназия „Яне Сандански“ в Гоце Делчев, България е сред най-престижните училища в града, първата гимназия в Неврокоп (днес Гоце Делчев).

## История
Природо-математическа гимназия „Яне Сандански“ е училище със стогодишна история. Тя е приемник на авторитетното в миналото Сярско педагогическо училище, изиграло много важна роля за културното и национално издигане на българите от Македония. Развитието на образованието в началото на ХХ век поражда необходимостта от по-образовани кадри.
През 1920 година към прогимназията в града се разкриват IV и V клас (VIII и IX клас) и училището става непълна смесена гимназия. Пръв директор на Неврокопска гимназия е Илия Балтов. От 1923 до 1933 година училището е пълна педагогическа гимназия, след което се превръща в средна реална гимназия. От 1923 до 1930 година директор на гимназията е Иван Кюлев. В 1961 година е открита новопостроената сграда на гимназията, създадена специално за нейните нужди, в която и до днес тя се помещава. През всичките години на съществуване материалната база в училището непрекъснато се обогатява и обновява. След 1974 година гимназията е реконструирана и модернизирана като се изграждат модерни лаборатории по химия, физика, биология. В 1986 година се обзавежда първата компютърна зала с 18 компютъра. Две години по-късно е открита компютърна лаборатория за напреднали ученици. В учебната 1983/1984 година в гимназията започва обучение на ученици от 8 клас. През следващата, с решение на МОН, е разкрита паралелка с разширено изучаване на руски език и друга с разширено изучаване на математика с прием след VIII клас. В 1993 година училището получава статут на природо-математическа гимназия. В училището работят 48 учители, от които 32 носители на професионално-квалификационни степени. През 2014 година в гимназията се обучават 694 ученици в 27 паралелки. Те са разпределени в профилите – природо-математически, хуманитарен, технологичен, чуждоезиков.